# Margreta Elkins
Margreta Ann Enid Elkins (nacida Geater; Brisbane, 16 de octubre de 1930-ibidem, 1 de abril de 2009) fue una mezzosoprano australiana.
Estudió canto en Brisbane y en 1949 compitió con Joan Sutherland en The Mobil Quest, en 1955 viajó a Inglaterra donde formó parte del elenco de la Carl Rosa Opera, debutando en Covent Garden como Amneris en Aida de Verdi.
Se especializó en roles belcantistas, en lengua inglesa y francesa. Su grabación más conocida fue de las Sea Pictures de Edward Elgar.
Participó en las premieres londinenses de varias óperas de Benjamin Britten como Midsummers Night's Dream en 1961 y en King Priam de Michael Tippett en 1962. Participó en varias grabaciones con su compatriota Joan Sutherland y cantó junto a otras célebres sopranos como Maria Callas y Montserrat Caballé.
En 1976 regresó a Australia para educar a su hija nacida en 1970. Cantó con la Australian Opera y enseñó en Brisbane y Hong Kong.
En 1949 se casó con Henry Elkins con quien siguió casada hasta su muerte.